# Susanne Ljungskog
Marie Susanne Ljungskog (ur. 16 marca 1976 w Halmstad) – szwedzka kolarka szosowa, dwukrotna mistrzyni świata.

## Kariera
Pierwszy sukces w karierze Susanne Ljungskog osiągnęła w 1996 roku, kiedy zdobyła brązowy medal w indywidualnej jeździe na czas podczas mistrzostw krajów nordyckich w Örebro. Dwa lata później zdobyła złoty medal w wyścigu ze startu wspólnego i srebrny w indywidualnej jeździe na czas na mistrzostwach Europy U-23 w Uppsali. Pierwszy medal w kategorii elite zdobyła w 2003 roku, kiedy zwyciężyła w wyścigu ze startu wspólnego podczas mistrzostw świata w Heusden-Zolder. W zawodach tych wyprzedziła Szwajcarkę Nicole Brändli oraz Joane Somarribę z Hiszpanii. Wynik ten powtórzyła na rozgrywanych rok później mistrzostwach świata w Hamilton, pozostałe miejsca na podium zajęły Holenderka Mirjam Melchers i Brytyjka Nicole Cooke. W sezonie 2001 była trzecia, a w sezonie 2005 zajęła drugie miejsce w klasyfikacji generalnej Pucharu Świata. Ljungskog wystąpiła także na igrzyskach olimpijskich w Atlancie (1996), igrzyskach w Atenach (2004) i igrzyskach w Pekinie (2008), najlepszy wynik osiągając w 2008 roku, kiedy była dziesiąta w indywidualnej jeździe na czas.